# 대한민국 형사소송법 제100조
대한민국 형사소송법 제100조는 보석집행의 절차에 대한 형사소송법의 조문이다.

## 조문
제100조(보석집행의 절차) ① 제98조제1호·제2호·제5호·제7호 및 제8호의 조건은 이를 이행한 후가 아니면 보석허가결정을 집행하지 못하며, 법원은 필요하다고 인정하는 때에는 다른 조건에 관하여도 그 이행 이후 보석허가결정을 집행하도록 정할 수 있다.  <개정 2007.6.1.>
②법원은 보석청구자 이외의 자에게 보증금의 납입을 허가할 수 있다.
③법원은 유가증권 또는 피고인 외의 자가 제출한 보증서로써 보증금에 갈음함을 허가할 수 있다.  <개정 2007.6.1.>
④전항의 보증서에는 보증금액을 언제든지 납입할 것을 기재하여야 한다.
⑤법원은 보석허가결정에 따라 석방된 피고인이 보석조건을 준수하는데 필요한 범위 안에서 관공서나 그 밖의 공사단체에 대하여 적절한 조치를 취할 것을 요구할 수 있다.  <신설 2007.6.1.>
[제목개정 2007.6.1.]

第100條(보석집행의 절차) ① 제98조제1호·제2호·제5호·제7호 및 제8호의 조건은 이를 이행한 후가 아니면 보석허가결정을 집행하지 못하며, 법원은 필요하다고 인정하는 때에는 다른 조건에 관하여도 그 이행 이후 보석허가결정을 집행하도록 정할 수 있다.  <개정 2007.6.1.>
②法院은 保釋請求者 以外의 者에게 保證金의 納入을 許可할 수 있다.
③法院은 有價證券 또는 피고인 외의 자가 提出한 保證書로써 保證金에 갈음함을 許可할 수 있다.  <개정 2007.6.1.>
④前項의 保證書에는 保證金額을 언제든지 納入할 것을 記載하여야 한다.
⑤법원은 보석허가결정에 따라 석방된 피고인이 보석조건을 준수하는데 필요한 범위 안에서 관공서나 그 밖의 공사단체에 대하여 적절한 조치를 취할 것을 요구할 수 있다.  <신설 2007.6.1.>
[제목개정 2007.6.1.]

## 참고 문헌
- 손동권 신이철, 새로운 형사소송법(초판, 2013), 세창, 2013. ISBN 9788984114081